# Transporte na Suíça

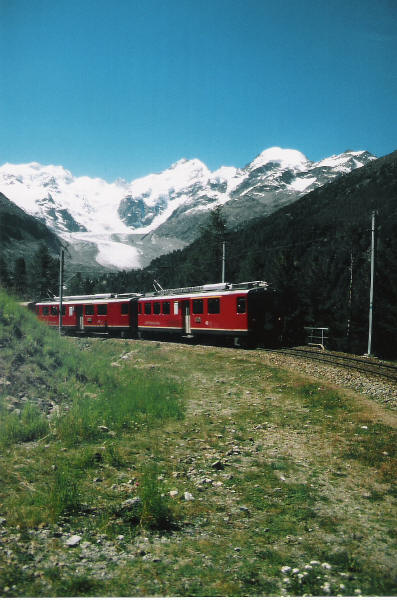
O trem Bernina Express

Estando no centro da Europa, a Suíça possui um denso sistema de rodovias e ferrovias. A passagem dos Alpes é uma importante rota dos transportes na Europa, já que os Alpes separam a Suíça de alguns de seus vizinhos.

## Dados

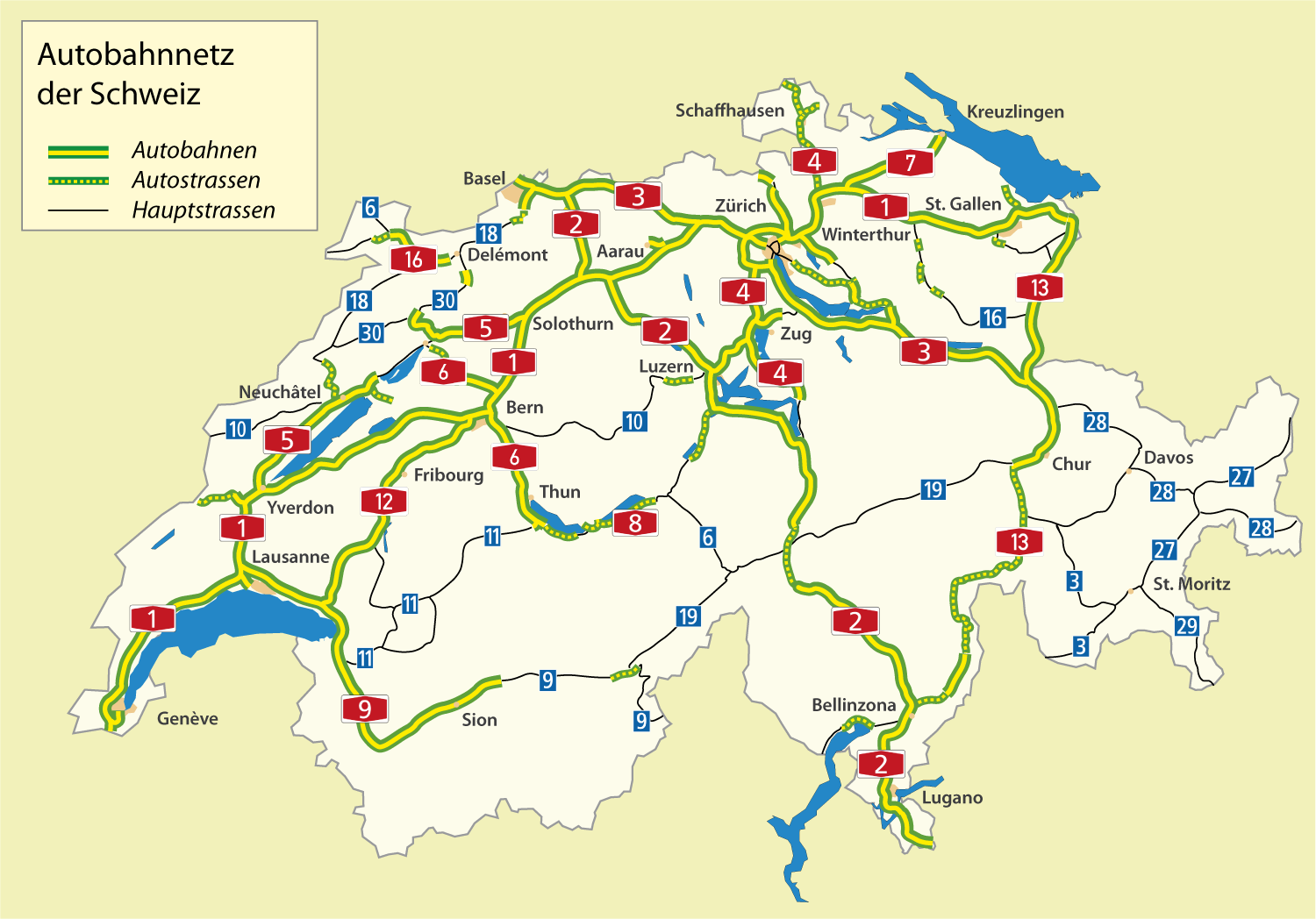
Mapa rodoviário da Suíça.

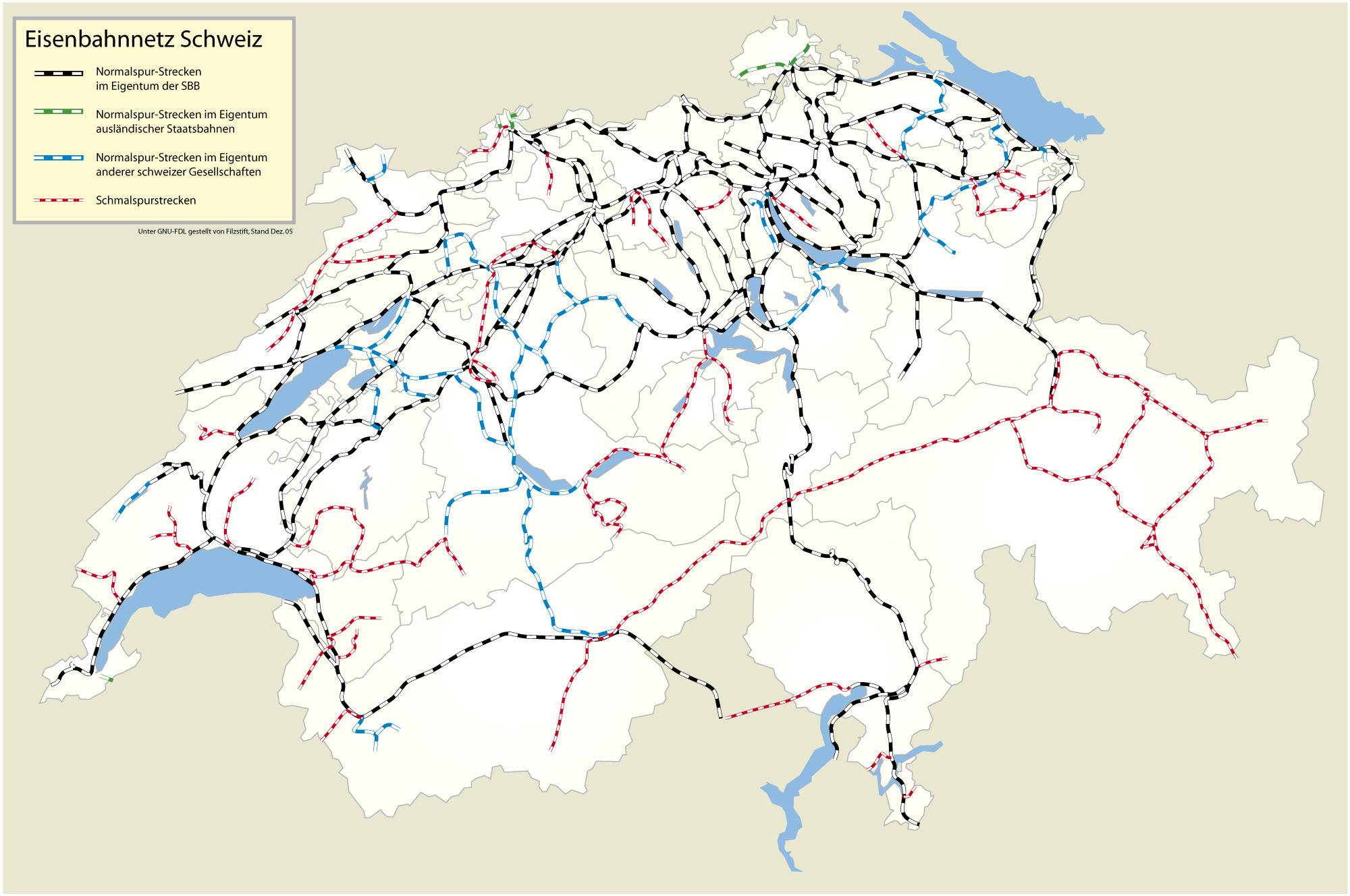
Mapa ferroviário da suíça.

### Rede ferroviária
- Total: 4.533

### Rede rodoviária
- Total: 71.011 km
- Pavimentado: 71.011 km (1.638 km de auto-estradas)
- Não pavimentado: 0 km (2000)

### Canaispluviais
- Total: 65 km

Canais importantes ficam no Rio Reno, entre Basileia-Rheinfelden, e Schaffhausen-Bodensee.

### Rede de transporte de produtos
- gasodutos: 1.831 km
- oleodutos: 94 km
- produtos refinados: 7 km(2004)

### Frota navalmercante
- Total: 30 navios
- Tipos de navios: 15 de volume, 6 de carga, 3 de tanques químicos, 3 de recipientes, 2 de tanques de petróleo e 1 de tanque especializado
- Navios de bandeira estrangeira: Bélgica (1), Holanda (1), Reino Unido (6) e Estados Unidos (1)
- Porto: Basiléia

### Aeroportos
- Total: 65 (estimativa 2003)
- Pistas de decolagem pavimentadas: 42
- Pistas acima de 3.047m: 3
- Pistas entre 2.438m e 3.047m: 5
- Pistas entre 1.524m e 2.437m: 10
- Pistas entre 914m e 1.523m: 8
- Pistas abaixo de 914m: 16 (estimativa 2004)
- Pistas não pavimentadas: 23
- Pistas abaixo de 914m: 23